# Leopold Damrosch

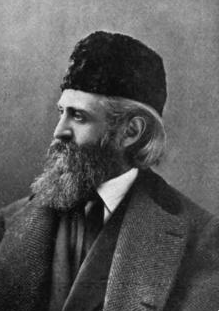
Leopold Damrosch.

Leopold Damrosch, född 22 oktober 1832, död 15 februari 1885, var en tysk-amerikansk musiker. Damrosch var far till Frank Heino Damrosch.
Damrosch var från 1871 verksam i New York som dirigent och grundare av flera musikföreningar. Han fick härigenom stor betydelse för amerikanskt musikliv. Bland Damrosch tonsättningar märks sånger, violinkompositioner, körverk och annat.